# Frankrike, Krokoms kommun
För andra betydelser, se Frankrike (olika betydelser)
Frankrike är en by i norra Offerdals distrikt (Offerdals socken) i Krokoms kommun, Jämtlands län. 
Byn är belägen vid fjället Oldklumpens fot. Nära Frankrike ligger jordbruksbyn Höjden. Frankrike, tidigare även kallat Rönnbränna, bebyggdes åren 1840–1841 av skytten Hemming Frank från Hammerdal och Anders Larsson Bellin från Aspås. Byn anlades först på statlig mark på fjällets sydsluttningar, men flyttades senare till nuvarande Frankrikegården. Byn fick sitt nuvarande namn år 1847 för att hedra nybyggaren Frank. Anders Larsson Bellin kom att kallas kejsaren av Frankrike.  
Frankrike präglas i dag av den sydsamiska kulturen. De renägande samerna i byn är medlemmar i Njaarke- och Jovnevaerie sameby. I Frankrike finns det gamla pensionatet Frankrikegården som numera är privatbostad. Byn är belägen i slutet av den allmänna vägen från Rönnöfors (Länsväg Z 675) och var tidigare slutstation för Sundqvistbussens linjetrafik mellan Östersund och Offerdals socken. Från Frankrike finns en enskild väg som leder till grannbyn Åkroken i Kalls socken och sedan vidare mot Kallsedet och norska Verdal.

## Kända personer från Frankrike
- Torkel Persson, svensk längdskidåkare[1]

### Fotnoter
1. ↑  Anita Näsberg (18 augusti 2011). ”Åtta personer har adress Frankrike” (på svenska). Länstidningen Östersund. Arkiverad från originalet den 29 juni 2018. https://web.archive.org/web/20180629130801/https://www.ltz.se/artikel/jamtland/krokom/atta-personer-har-adress-frankrike. Läst 29 juni 2018.